# Chignin
Pour les articles homonymes, voir Chignin (homonymie).
Chignin est une commune française située dans le département de la Savoie, en région Auvergne-Rhône-Alpes.

## Géographie

### Situation
La commune de Chignin est située sur les contreforts sud-occidentaux du massif des Bauges à 10 km au sud-est de Chambéry. Son altitude varie de ce fait de 276 m à 1 254 m.
Chignin est composé des hameaux de Montlevin, Torméry, le Plat des moulins, le Chef-lieu, les Côtes, le Viviers, le Villard et, de l'autre côté de l'ex-RN 6, Chignin-Gare.
Le village est dominé par un rocher, le roc de Tormery, qui même sous l'effet de la dynamite au début du XXe siècle, ne céda pas.

### Communes limitrophes
La commune de Chignin est limitrophe de cinq communes : au nord et à l'est par Curienne et La Thuile dans le massif des Bauges, et au sud et à l'ouest par Porte-de-Savoie (Francin et Les Marches), Myans et Saint-Jeoire-Prieuré.
| Saint-Jeoire-Prieuré         | Curienne                      | La Thuile                 |
| Myans / Saint-Jeoire-Prieuré | Chignin                       | La Thuile                 |
| Myans                        | Porte-de-Savoie (Les Marches) | Porte-de-Savoie (Francin) |

### Voies de communication et transports

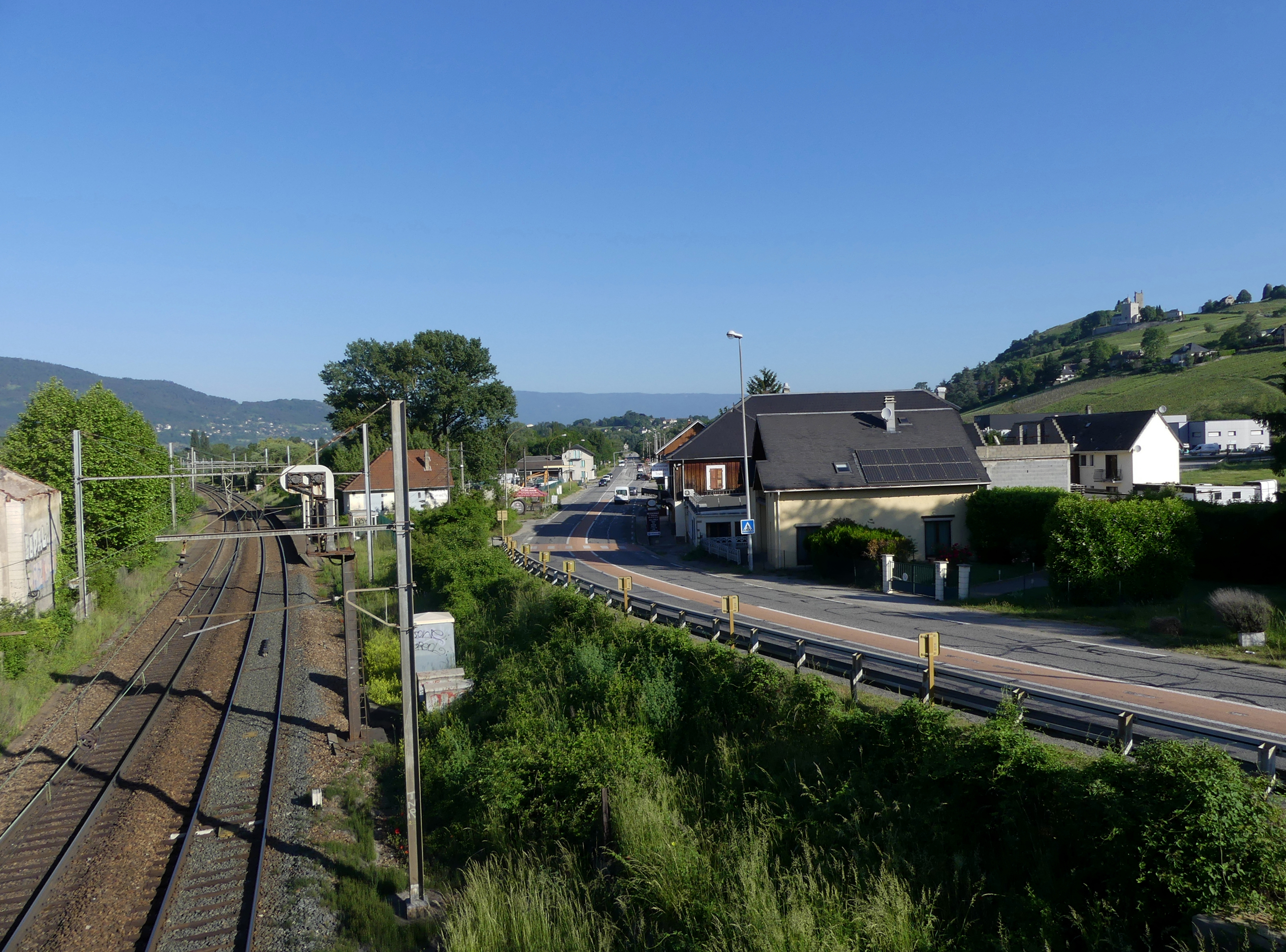
Ligne ferroviaire et RD 1006 au niveau de l’ancienne gare de Chignin.

#### Transport routier
La commune de Chignin est desservie par l'autoroute A43, reliant Lyon à l'Italie, par la gare de péage de Chignin, située au sud du chef-lieu. L'autoroute contourne toutefois le territoire de la commune au sud-ouest sans le traverser.
Chignin est par ailleurs traversé par la Route départementale 1006, portion de l'ancienne Route nationale 6 en direction de l'Italie, passant au pied du massif des Bauges à l'ouest et au sud du chef-lieu.

#### Transport ferroviaire
La ligne ferroviaire de Culoz à Modane (frontière) dite aussi « ligne de la Maurienne » traverse Chignin dans la plaine en partie le long de la RD 1006. Depuis la fermeture de la gare de Chignin - Les Marches au début des années 2000, les gares ferroviaires les plus proches sont celles de Chambéry - Challes-les-Eaux au nord, desservie par des TER Auvergne-Rhône-Alpes et des TGV, et la gare de Montmélian au sud, desservie uniquement par des TER.

### Climat
Pour des articles plus généraux, voir Climat d'Auvergne-Rhône-Alpes et Climat de la Savoie.
En 2010, le climat de la commune est de type climat de montagne, selon une étude du Centre national de la recherche scientifique s'appuyant sur une série de données couvrant la période 1971-2000. En 2020, Météo-France publie une typologie des climats de la France métropolitaine dans laquelle la commune est exposée à un climat de montagne ou de marges de montagne et est dans la région climatique Alpes du nord, caractérisée par une pluviométrie annuelle de 1 200 à 1 500 mm, irrégulièrement répartie en été.
Pour la période 1971-2000, la température annuelle moyenne est de 10,7 °C, avec une amplitude thermique annuelle de 18,5 °C. Le cumul annuel moyen de précipitations est de 1 348 mm, avec 10,3 jours de précipitations en janvier et 8,6 jours en juillet. Pour la période 1991-2020, la température moyenne annuelle observée sur la station météorologique de Météo-France la plus proche, « Challes les Eaux », sur la commune de Challes-les-Eaux à 3 km à vol d'oiseau, est de 11,8 °C et le cumul annuel moyen de précipitations est de 1 147,6 mm,. Pour l'avenir, les paramètres climatiques de la commune estimés pour 2050 selon différents scénarios d'émission de gaz à effet de serre sont consultables sur un site dédié publié par Météo-France en novembre 2022.

## Urbanisme

### Typologie
Au 1er janvier 2024, Chignin est catégorisée commune rurale à habitat dispersé, selon la nouvelle grille communale de densité à sept niveaux définie par l'Insee en 2022.
Elle appartient à l'unité urbaine de Chambéry, une agglomération intra-départementale regroupant 35  communes, dont elle est une commune de la banlieue,,. Par ailleurs la commune fait partie de l'aire d'attraction de Chambéry, dont elle est une commune de la couronne,. Cette aire, qui regroupe 115 communes, est catégorisée dans les aires de 200 000 à moins de 700 000 habitants,.

### Occupation des sols
L'occupation des sols de la commune, telle qu'elle ressort de la base de données européenne d’occupation biophysique des sols Corine Land Cover (CLC), est marquée par l'importance des territoires agricoles (53,4 % en 2018), en diminution par rapport à 1990 (55,5 %). La répartition détaillée en 2018 est la suivante : 
cultures permanentes (39,9 %), forêts (38,7 %), zones agricoles hétérogènes (13,6 %), zones industrielles ou commerciales et réseaux de communication (6,8 %), milieux à végétation arbustive et/ou herbacée (1 %), zones urbanisées (0,1 %).
L'IGN met par ailleurs à disposition un outil en ligne permettant de comparer l’évolution dans le temps de l’occupation des sols de la commune (ou de territoires à des échelles différentes). Plusieurs époques sont accessibles sous forme de cartes ou photos aériennes : la carte de Cassini (XVIIIe siècle), la carte d'état-major (1820-1866) et la période actuelle (1950 à aujourd'hui).

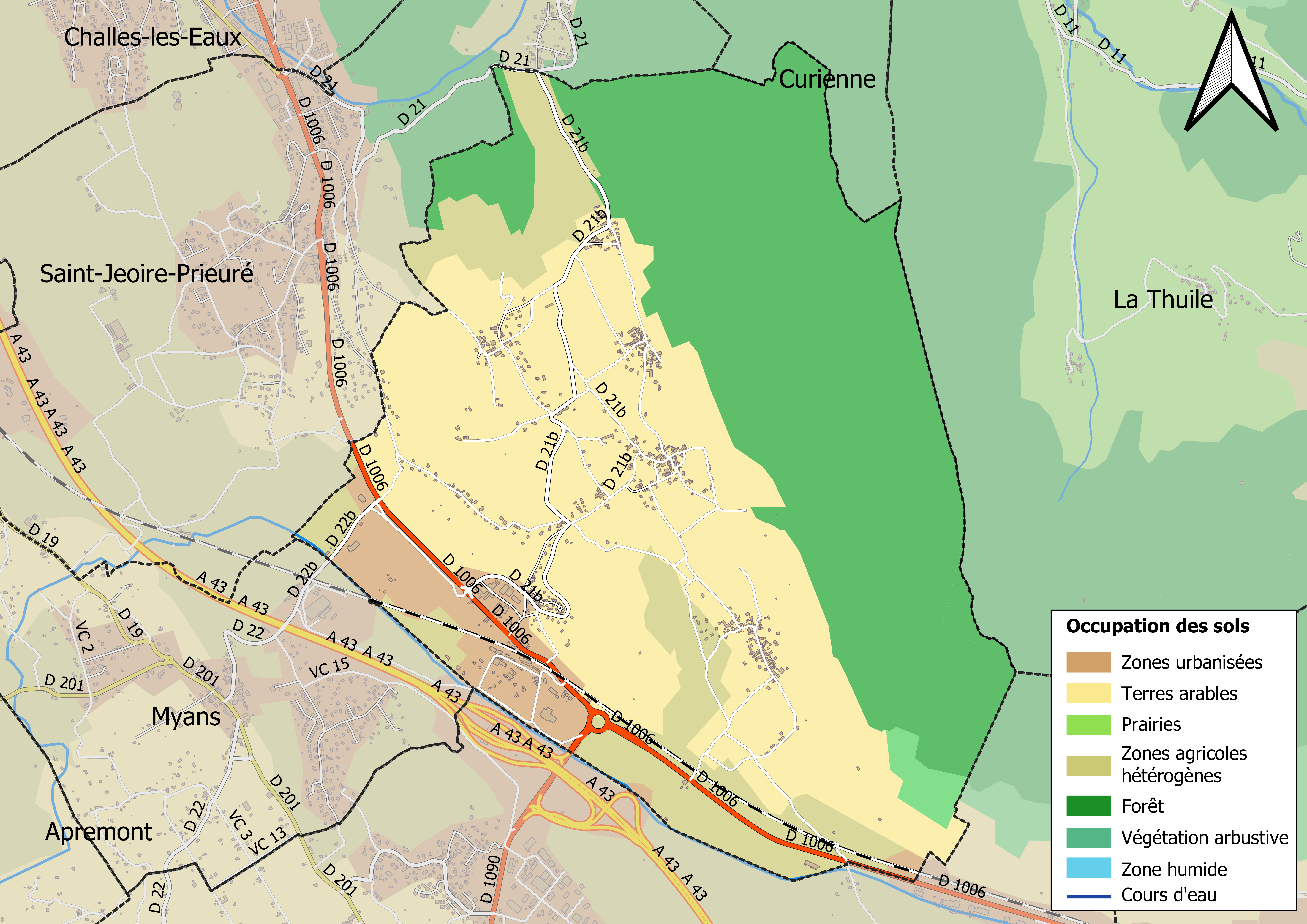
Carte des infrastructures et de l'occupation des sols en 2018 (CLC) de la commune.
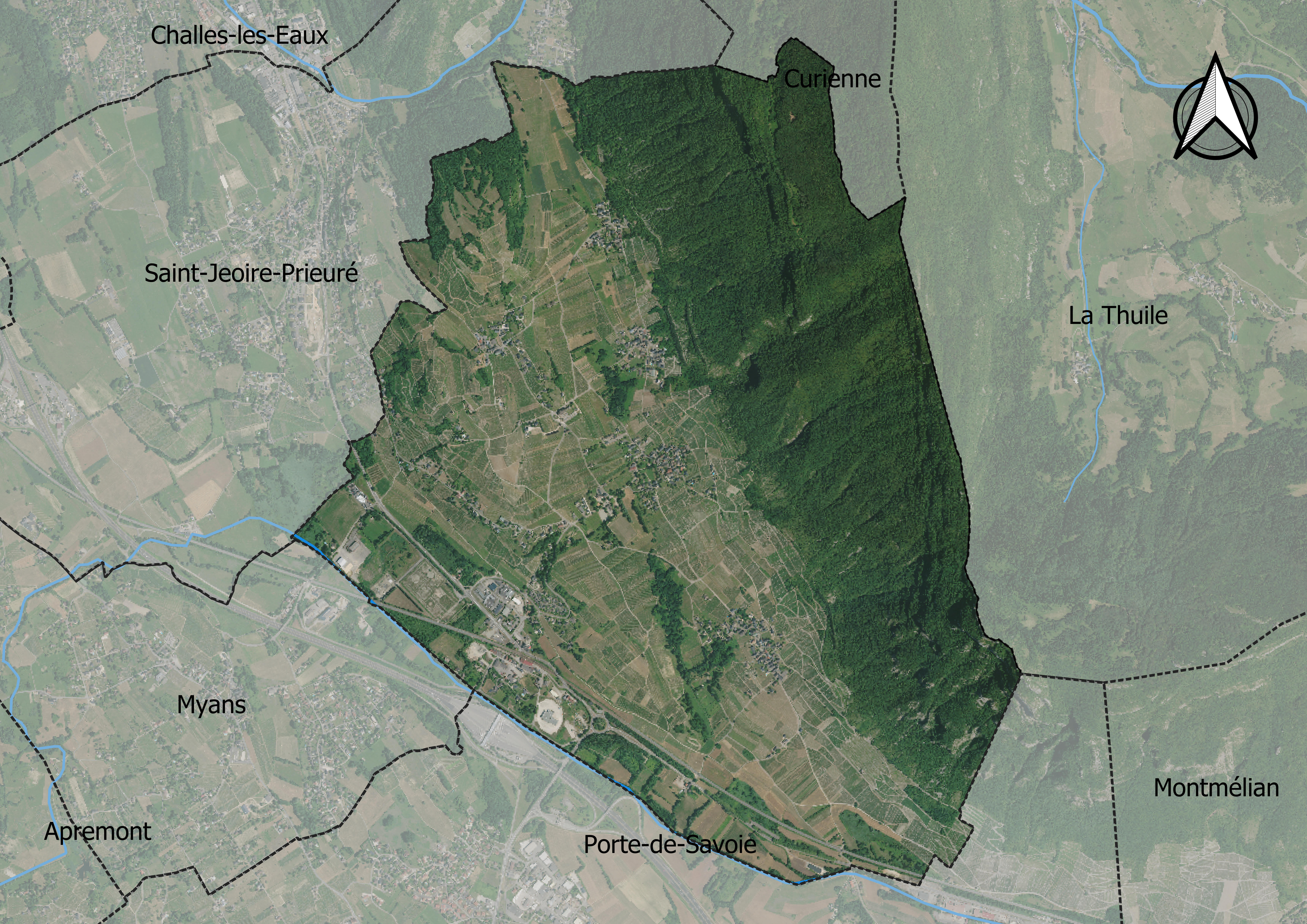
Carte orthophotogrammétrique de la commune.

## Toponymie
Le toponyme Chignin semble provenir, selon le chanoine Adolphe Gros, du nom d'un domaine gallo-romain Canianum, qui dérive du gentilice Can[n]ius,. Ainsi, en francoprovençal, ca, initial, est devenu chi, et la finale -ianum a produit ien, in.
Les premières mentions de la paroisse donnent Capella de castro Chinino ou encore Ecclesia Chinino dans le Cartulaire de Grenoble — le décanat de Savoie dépendait de l'évêché de Grenoble — au cours du XIIe siècle. Au cours du XIIIe siècle, on trouve également les formes Chinnis (1205), Chininis (1207), Chininum (1244), Chinins (1255), Cinnins (1260) ou encore Chinis,. Puis les formes Chigniens (1379) ou encore Chigninum (1488),.
En francoprovençal, le nom de la commune s'écrit Shenyin (graphie de Conflans) ou Chegnin (ORB).

## Histoire
La borne milliaire de l'an 285 découverte à Torméry près de Chignin permet de situer le passage sur le côté est de la combe de Savoie d'une voie romaine qui joignait Vienne à Milan.
Au Moyen Âge, on relève l'existence de deux mottes castrales.

## Politique et administration
La commune est membre de la Communauté de communes Cœur de Savoie. Elle appartient au territoire du Cœur de Savoie, qui regroupe une quarantaine de communes de la combe de Savoie et du val Gelon.
| Période                                  | Période  | Identité                | Étiquette | Qualité  |
| ---------------------------------------- | -------- | ----------------------- | --------- | -------- |
| Les données manquantes sont à compléter. |          |                         |           |          |
| 1935                                     | 1942     | Pierre Quenard          |           |          |
| 1942                                     | 1945     | Laurent Tissot          |           |          |
| 1945                                     | 1974     | François Girard-Madoux  |           |          |
| 1974                                     | 1977     | Jean Girard-Madoux      |           |          |
| 1977                                     | 1995     | Jean-Marc Girard-Madoux |           |          |
| 1995                                     | 2001     | Pierre Mollard          |           |          |
| mars 2001                                | En cours | Michel Ravier           | SE        | Retraité |

## Démographie
Ses habitants sont les Chigneraines et Chignerains,.

L'évolution du nombre d'habitants est connue à travers les recensements de la population effectués dans la commune depuis 1793. Pour les communes de moins de 10 000 habitants, une enquête de recensement portant sur toute la population est réalisée tous les cinq ans, les populations de référence des années intermédiaires étant quant à elles estimées par interpolation ou extrapolation. Pour la commune, le premier recensement exhaustif entrant dans le cadre du nouveau dispositif a été réalisé en 2006.

En 2022, la commune comptait 910 habitants, en évolution de +5,2 % par rapport à 2016 (Savoie : +3,63 %, France hors Mayotte : +2,11 %).
| 1793 | 1800 | 1806 | 1822 | 1838  | 1848  | 1858  | 1861  | 1866  |
| ---- | ---- | ---- | ---- | ----- | ----- | ----- | ----- | ----- |
| 769  | 883  | 997  | 998  | 1 112 | 1 057 | 1 049 | 1 011 | 1 028 |

| 1872  | 1876 | 1881 | 1886 | 1891 | 1896 | 1901 | 1906 | 1911 |
| ----- | ---- | ---- | ---- | ---- | ---- | ---- | ---- | ---- |
| 1 054 | 987  | 885  | 802  | 820  | 760  | 741  | 732  | 687  |

| 1921 | 1926 | 1931 | 1936 | 1946 | 1954 | 1962 | 1968 | 1975 |
| ---- | ---- | ---- | ---- | ---- | ---- | ---- | ---- | ---- |
| 620  | 613  | 618  | 625  | 619  | 582  | 565  | 532  | 601  |

| 1982 | 1990 | 1999 | 2006 | 2011 | 2016 | 2021 | 2022 | - |
| ---- | ---- | ---- | ---- | ---- | ---- | ---- | ---- | - |
| 668  | 735  | 758  | 789  | 854  | 865  | 924  | 910  | - |

## Économie

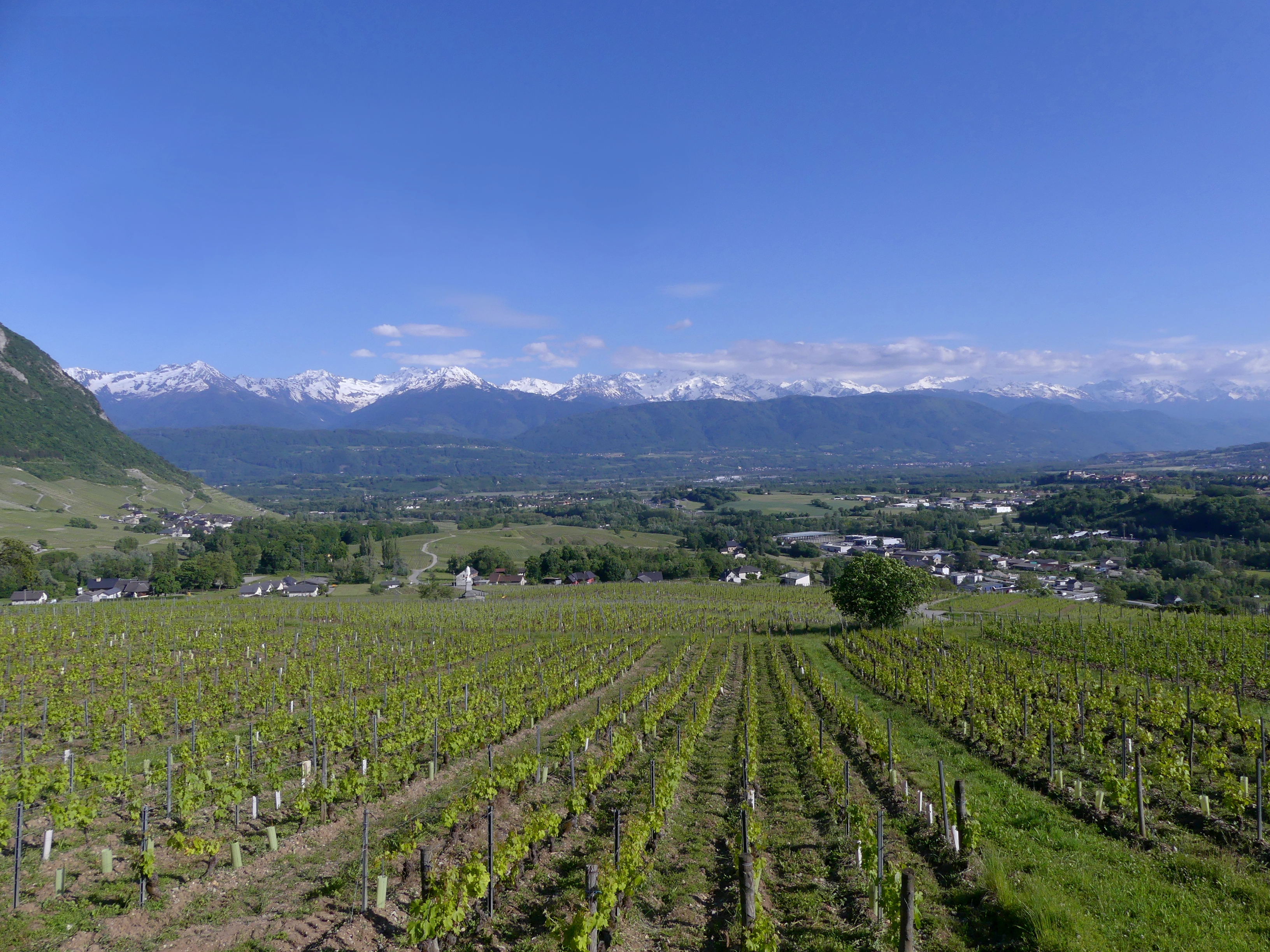
Vignobles de Chignin au printemps.

L'activité économique de Chignin est essentiellement la viticulture. Jusqu'en 2012, un important dépôt pétrolier était situé sur la commune.
Une barrière de péage autoroutier est sur le territoire de la commune. Elle est le terminus de 3 branches d'autoroute à péage : A43 Modane-Chambéry, A430-A43 Albertville-Chambéry et A41-A43 Grenoble-Chambéry.
Le commune fait partiellement partie de l'aire géographique de production et transformation du « Bois de Chartreuse », la première AOC de la filière Bois en France,.

### Viticulture

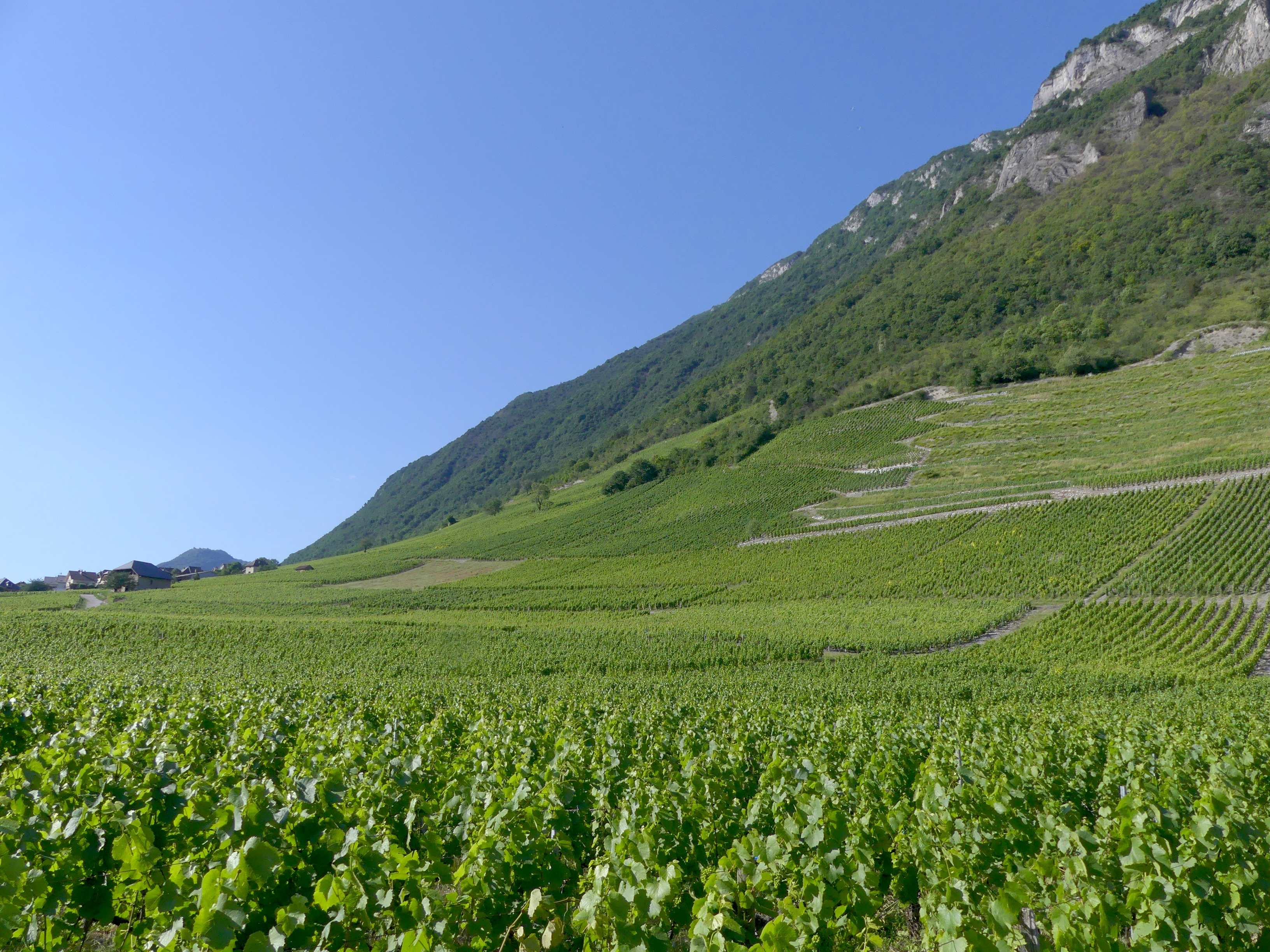
Vignobles près du hameau de Tormery.

Sur le territoire de la commune, on produit :
- le chignin

Le chignin est un vin blanc. L'AOC chignin a été obtenue en 1973. Elle couvre une partie de la surface communale, soit 830 hectares. Sa production est de 8 000 hectolitres. La vigne est élevée sur les pentes du village exposées sud ou sud-ouest. Il utilise le cépage jacquère. Le chignin est un vin qui doit être bu jeune ;
- le chignin-bergeron

Le chignin-bergeron est un vin blanc qui utilise le cépage roussanne, localement appelé le bergeron. Son AOC chignin-bergeron a été obtenue en 1973 ; elle couvre une partie du territoire communal et s'étend sur les villages de Francin et Montmélian ;
- la Roussette-de-savoie, vin blanc de Savoie au goût fruité et à la robe jaune clair ;
- le gamay de Savoie ;
- la Mondeuse, mono-cépage de réputation.

## Culture locale et patrimoine

### Lieux et monuments

#### Tours de Chignin
Les tours de Chignin se dressent aux lieux-dits Bourdeau, Montagny et Les Tours, sur un plateau à 0,6 kilomètre à l'ouest–nord-ouest de l'église du bourg. Au nombre de sept, elles formaient un ancien camp retranché. Il subsiste les ruines de certaines d'entre elles.
Les tours de Chignin et le site archéologique dont elles font partie font l’objet d’une inscription au titre des monuments historiques depuis le 18 février 1991.
Statue de Notre-Dame des Champs et des Vignes au lieu-dit Saint-Anthelme.

#### Revel
Cette maison du XVIIe siècle, restaurée, se situe à l'angle du chemin de Tormery et de la Chapelle.

### Personnalités liées à la commune
- Saint Anthelme de Chignin, né à Chignin en 1107 et mort en 1178 à Belley (Ain), fut évêque, seigneur de Belley et prince du Saint-Empire romain germanique ;
- Bernard de Chignin, archevêque-comte de la Tarentaise de 1221 à 1222 ;
- Herluin de Chignin, archevêque-comte de la Tarentaise de 1224 à 1248 ;
- Père Gervais Quenard (1875-1961), supérieur général des Assomptionnistes ;
- Magdeleine de Buttet (1882-1974). Ancienne infirmière-major à l'hôpital militaire de Chambéry au service des grands blessés de la guerre 1914-1918, elle fonda après la guerre le Clos Saint-Anthelme à Chignin au profit des personnes convalescentes.

### Héraldique
| Blason de le famille de Chignin | De gueules, au chevron d'hermines issu de la famille noble de Chignin. |